# درك فيرهوفشتان
درك فيرهوفشتان (ولد بمدينة دندرمونده في بلجيكا عام 1955 غشت 25) مفكر وسياسي بلجيكي معروف بدفاعة عن الفكر الليبيرالي ضد الليبيراليين الجدد و الليبيرلتالية و مناهضي العولمة، كما أنه أثر في الحزب الليبيرالي الفلماني البلجيكي - الذي ترأسه أخوه رئيس وزراء بلجيكا السابق جاي فيرهوفشتان- و استطاع تطوير أيديولوجية الحزب من الليبيرلية إلى الليبيرلية الإنسانية فتغير بهذا اسم الحزب إلى الحزب الليبيرالي الفلماني المفتوح.